# OpenWindows
OpenWindows – środowisko graficzne dla stacji roboczych firmy Sun Microsystems, które obsługiwały SunView, NeWS i protokół X Window System. OpenWindows został załączony do późniejszych wersji systemu operacyjnego SunOS 4 i Solaris aż do usunięcia go w Solaris 9 na rzecz CDE i GNOME 2.0.